# Isabelle Arpin
Pour les articles homonymes, voir Arpin.
Isabelle Arpin est une chef française (d’origine mi-égyptienne mi-espagnole), installée en Belgique, qui a remporté une étoile au guide Michelin 2016 au restaurant Alexandre. En 2017 elle remporte une autre étoile au restaurant WHY ; ceci en fait l'une des rares femmes chef étoilées en Belgique. Elle officie désormais dans son restaurant Isabelle Arpin,, installé avenue Louise à Bruxelles qu'elle ouvre avec son associée. C'est sa rencontre avec son associée Dominika Herzig qui lui fait comprendre que l'entreprenariat est pour elle. Les deux associées ouvrent en plein confinement, en février 2020, La Bonne Étoile, un traiteur haut de gamme disponible en ligne. En février 2022 elles ouvrent leur deuxième restaurant, Ciao, situé également à Bruxelles.
En 2022, elle est juge dans l'émission TV My Tiny Restaurant à la RTBF